# Barbora Tomešová
Barbora Tomešová, née le 8 novembre 1986 à Liberec, est une biathlète tchèque.

## Biographie
Elle commence le biathlon au niveau compétitif international en 2004, remportant une médaille de bronze aux Championnats du monde junior d'été à la mass start. Elle monte en équipe nationale pour la Coupe du monde en 2008.
Aux Championnats du monde de biathlon d'été 2009, elle gagne une médaille de bronze au relais mixte.
Elle marque ses premiers points en Coupe du monde lors de la saison 2009-2010 à Kontiolahti (36e) et se classe septième du championnat du monde de relais mixte 2010 avec l'équipe tchèque.
Elle obtient son meilleur résultat individuel en 2013 à Östersund (19e).
La biathlète arrête sa carrière sportive en 2016, mais reste proche du biathlon en commentant à la télévision.

## Palmarès

### Championnats du monde
| Épreuve / Édition    | Individuel                   | Sprint                       | Poursuite                    | Départ en masse              | Relais                       | Relais mixte |
| 2010 Khanty-Mansiïsk | Jeux olympiques de Vancouver | Jeux olympiques de Vancouver | Jeux olympiques de Vancouver | Jeux olympiques de Vancouver | Jeux olympiques de Vancouver | 7e           |
| 2011 Khanty-Mansiïsk | 34e                          | 61e                          | -                            | -                            | 11e                          | -            |
| 2012 Ruhpolding      | 83e                          | 85e                          | -                            | -                            | 10e                          | 8e           |
| 2013 Nové Město      | 40e                          | 61e                          | -                            | -                            | 10e                          | -            |

Légende :

- : n'a pas participé à l'épreuve

### Coupe du monde
- Meilleur classement général : 64e en 2011.
- Meilleur résultat individuel : 19e.

#### Classements en Coupe du monde
| Saison    | Classement général final | Individuel | Sprint | Poursuite | Mass start |
| 2007-2008 | nc                       |            | nc     |           |            |
| 2008-2009 | nc                       |            | nc     |           |            |
| 2009-2010 | 97e                      | nc         | 85e    | nc        |            |
| 2010-2011 | 64e                      | 47e        | 63e    | nc        |            |
| 2011-2012 | nc                       | nc         | nc     | nc        |            |
| 2012-2013 | 79e                      | 67e        | 70e    | nc        |            |
| 2013-2014 | 81e                      | 31e        | nc     |           |            |
| 2014-2015 | 66e                      | 55e        | 69e    | 67e       |            |
| 2015-2016 | nc                       |            | nc     |           |            |